# Țigănași, Mehedinți
Țigănași este un sat în comuna Burila Mare din județul Mehedinți, Oltenia, România.